# Oldřichov na Moravě

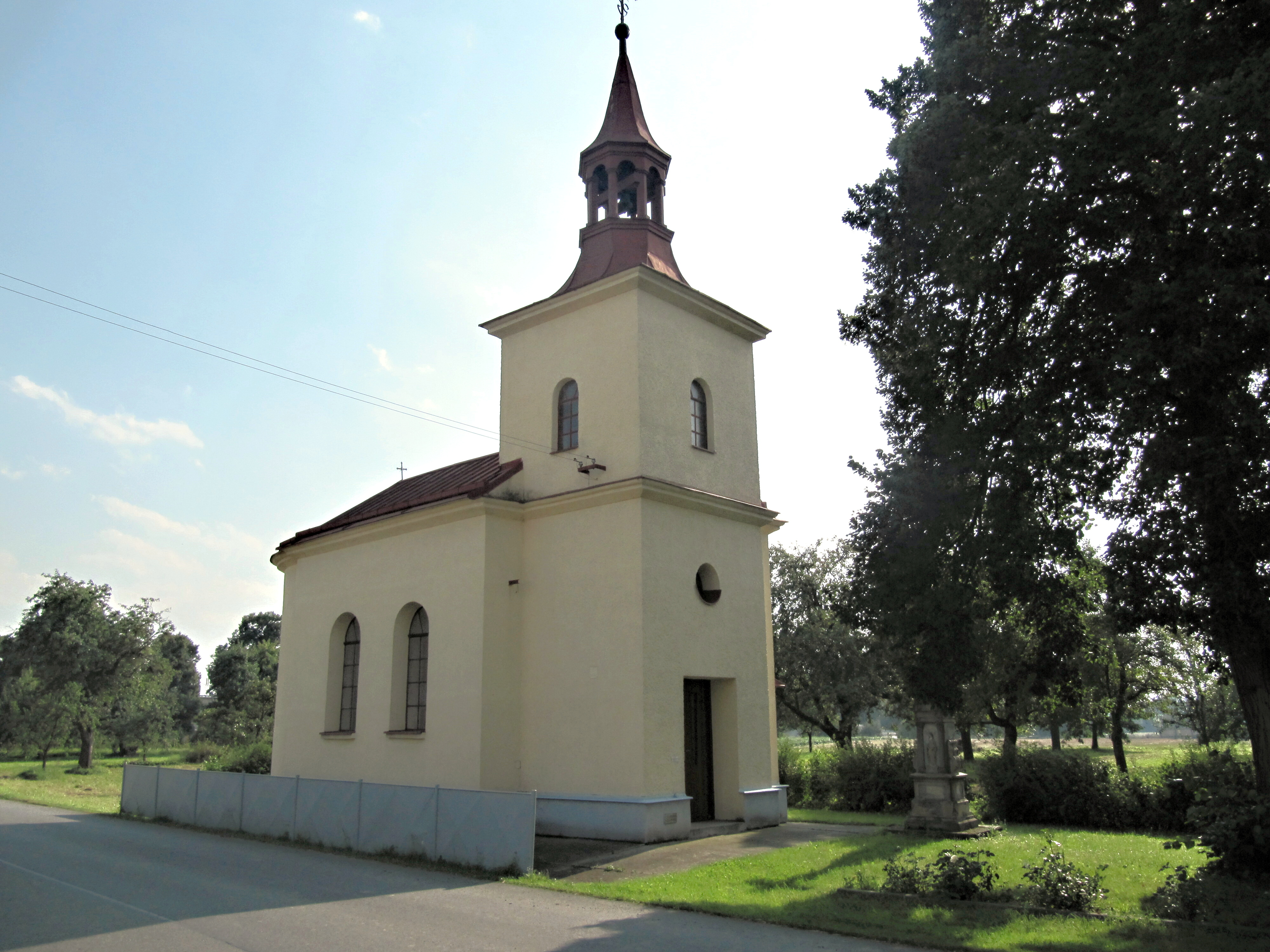
Kapelle

Oldřichov (deutsch Ulrichowitz, 1939–1945 Ullrichsdorf) ist eine Gemeinde in Tschechien. Sie liegt acht Kilometer nordöstlich von Přerov und gehört zum Okres Přerov.

## Geographie
Oldřichov befindet sich linksseitig der Bečva in der Mährischen Pforte. Das Dorf liegt zwischen dem Bach Libuška und der Bečva am nördlichen Fuße des zur Podbeskydská pahorkatina (Vorbeskidenhügelland) gehörigen Höhenzuges Záhoří. Südöstlich erhebt sich der Přísahanec (333 m).
Nachbarorte sind Rybáře, Osek nad Bečvou und Chabrov im Norden, Lipník nad Bečvou und Nové Dvory im Nordosten, Hlinsko im Osten, Kudlov, Kladníky, Šišma und Prusínky im Südosten, Sušice im Süden, Radslavice, Grymov und Prosenice im Südwesten, Proseničky, Buk und Podolší Mlýn im Westen sowie Radvanice, Haltýře und Hliníky im Nordwesten.

## Geschichte
Das Dorf wurde am 21. April 1787 im Zuge der Raabisation durch die Herrschaft Tršice auf den Fluren des Hofes Sušice angelegt. Jedem der 16 Bauern wurden 24 Scheffel Land (4,8 ha) zugeteilt. Benannt wurde das neue Dorf nach dem Notar des Olmützer Kapitels, Karl Ulrich, als Ulrychowitz bzw. Ulrychovice. Bei der Bildung der Kataster wurde Ulrychowitz 1817 dem Kataster von Sušice zugeordnet. Bis zur Mitte des 19. Jahrhunderts blieb Ulrychowitz immer nach Tršice untertänig.
Nach der Aufhebung der Patrimonialherrschaften bildete Ulrichov/Ulrichowitz ab 1850 einen Ortsteil der Gemeinde Sušice in der Bezirkshauptmannschaft Kremsier. 1869 hatte das Dorf 105 Einwohner, 1880 waren es 121. Am 1. Mai 1874 zerstörte ein Großfeuer die meisten Häuser des Ortes. Seit 1880 gehört das Dorf zum Bezirk Prerau. Bei Rybáře entstand im Jahre 1900 eine hölzerne Brücke über die Bečva, zuvor führte nordwestlich von Ulrichov eine Furt durch den Fluss und bei Rybáře eine Fähre. Zwischen 1903 und 1905 erfolgten Regulierungsarbeiten an der Bečva. Im Jahre 1910 lebten in Ulrichov 142 Personen. 1910 wurde die Straße nach Osek gebaut und in den Jahren 1920 und 1921 die Straße nach Sušice. Seit 1920 führt der Ort den Namen Oldřichov. Am frühen Morgen des 8. Mai 1945 sägte die Wehrmacht die Bečvabrücke ab, am Nachmittag nahm die Rote Armee den Ort ein. 1957 löste sich Oldřichov von Sušice los und bildete eine eigene Gemeinde. Zusammen mit Sušice und Grymov wurde Oldřichov 1974 nach Radslavice eingemeindet. Seit 1990 besteht die Gemeinde Oldřichov wieder. Beim Hochwasser vom 7. Juli 1997 wurden 27 Häuser des Dorfes von der Bečva und Libuška überschwemmt, starke Schäden entstanden u. a. an der Kapelle, dem Kulturhaus und dem Dorfladen. Oldřichov  besteht heute aus 32 Häusern. Ethnographisch gehört das Dorf zur Hanna.

## Gemeindegliederung
Für die Gemeinde Oldřichov sind keine Ortsteile ausgewiesen. Zu Oldřichov gehört die Ansiedlung Rybáře.

## Sehenswürdigkeiten
- Kapelle der hll. Philippus und Jakobus auf dem Dorfplatz, sie entstand zwischen 1899 und 1900 an Stelle eines hölzernen Glockenturmes. Am 1. Mai 1902 wurde sie geweiht.
- Kreuz vor der Kapelle, errichtet 1901
- Statue der Jungfrau Maria vom Svatý Hostýn, an der Straße nach Osek, sie wurde 1935 geschaffen
- Statue des hl. Josef mit dem Jesuskind, an der Straße nach Sušice. Sie stand früher in Osek und wurde um 1960 an ihren heutigen Standort versetzt.
- Gedenkstein für die Gefallenen beider Weltkriege